# Deborah Kampmeier
Deborah Kampmeier, née le 21 novembre 1964, est une réalisatrice, productrice et scénariste de cinéma et de théâtre américaine.

## Filmographie
| année | film                  | réalisatrice | scénariste | productrice | notes         |
| ----- | --------------------- | ------------ | ---------- | ----------- | ------------- |
| 2003  | Virgin                | Oui          | Oui        | Oui         | long métrage  |
| 2007  | Hounddog              | Oui          | Oui        | Oui         | long métrage  |
| 2015  | Ramona                |              |            | Oui         | court métrage |
| 2015  | Oma                   |              |            | Oui         | court métrage |
| 2016  | Split                 | Oui          | Oui        | Oui         | long métrage  |
| 2016  | And Then There Is You |              | Oui        |             | long métrage  |